# Labour of Lust
Labour of Lust är ett musikalbum av Nick Lowe, lanserat 1979 på skivbolaget Radar Records. Albumet spelades in med gruppen Rockpile, och detta samtidigt som Dave Edmunds spelade in sitt album Repeat When Necessary med samma gruppmedlemmar. Albumet inleder med låten "Cruel to Be Kind" som kom att bli hans enda stora hit i USA. Låten nådde även tolfteplatsen på brittiska singellistan. Även "Crackin' Up" släpptes som singel och blev en mindre hit.
På den amerikanska versionen av albumet lades "American Squirm" till som låt fyra.

## Låtlista
(upphovsman inom parentes, låtar utan upphovsman av Nick Lowe)
1. "Cruel to Be Kind" (Lowe, Ian Gomm) – 3:31
2. "Cracking Up" – 2:59
3. "Big Kick, Plain Scrap!" – 2:28
4. "Born Fighter" – 3:09
5. "You Make Me" – 1:53
6. "Skin Deep" – 3:12
7. "Switch Board Susan" (Mickey Jupp) – 3:50
8. "Endless Grey Ribbon" – 3:17
9. "Without Love" – 2:29
10. "Dose of You" – 2:21
11. "Love So Fine" (Lowe, Dave Edmunds, Billy Bremner, Terry Williams) – 3:52

## Listplaceringar
- UK Albums Chart, Storbritannien: #42[1]
- Topplistan, Sverige: #20[2]